# San Benito de Montserrat

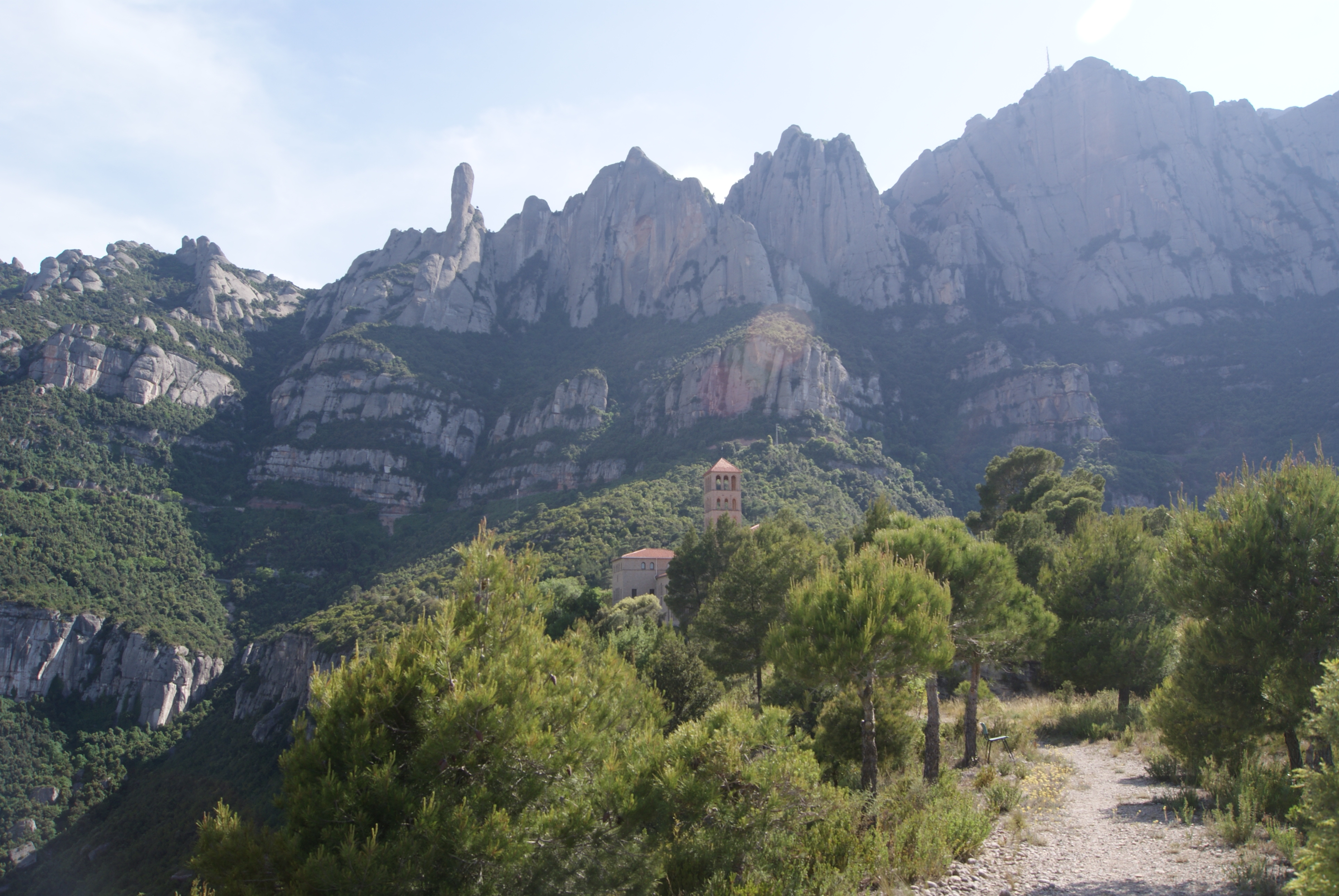

San Benito de Montserrat és un monasterio de monjas Benedictinas del municipio de Marganell (Bages). Está situado en una vertiente de la montaña de Montserrat, cerca de la Colònia Puig, en un saliente que domina el camino de Monistrol de Montserrat. Es un lugar de recogimiento y oración, y  es conocido por su producción en cerámica propia de jarrones, valdosas dibujadas y pequeñas esculturas. El edificio forma parte del Inventario del Patrimonio Arquitectónico de Cataluña.
La abadía fue creada canónicamente en 1952 como fusión de las comunidades de Santa Clara de Barcelona (fundada posiblemente a la década del 1230) y de Santo Benet de Mataró (fundada el 1881). El monasterio actual fue construido en 1954 por el arquitecto Luciera Bonet y Garí. La iglesia fue construida el 1987 por el arquitecto Jordi Bonet y Armengol.

## Arquitectura
Iglesia de planta cuadrada, cubierta con una estructura prismática obrada con vigas de hormigón. El presbiterio está situado en un ángulo, orientado hacia las montañas de #Montserrat, panorámica natural que se puede contemplar a través del gran ventanal que se abre hacia esta dirección. El espacio interior es muy unitario y se articula a partir de los dos elementos indicados: presbiterio-altar y el mural montañoso, con el Cristo (escultura).
Los materiales usados para la construcción son valdosas, mármol, hormigón, madera y cerámica. La sucesión de hiladas de obra de los muros solamente se ve rota por dos horizontales de hormigón, que dan solidez al conjunto. Una galería-coro configura un primer piso, de uso y acceso comunitario (monjas benedictinas). Unos murales de cerámica, hecho por la misma comunidad, decoran algunas cerraduras de pared de la iglesia. Austeridad, sencillez, calidad..., perfecta armonía e integración entre arquitectura y paisaje.
El campanario, situado junto a la iglesia de Sant Benet, es la planta cuadrada y se pueden distinguir dos partes: un primer cuerpo, bastante sólido y firme, y un segundo caracterización por las aperturas, que le dan una mayor ligereza. El primer cuerpo solamente presenta tres ventanas de medio punto en la cara sudeste y otra al suroeste. El aparato en algunas partes es fuerza irregular y en otros los sillares son pequeños, regulares y muy dispuestos en hiladas. El segundo cuerpo está estructurado en tres pisos, separados por frisos, con tres ventanas de medio punto en degradación en cada una de las cuatro caras y en cada uno de los pisos. La cubierta es a cuatro vertientes. El material constructivo emprat, piedra, contrasta con el totxo de la iglesia. El esbelto campanario evoca los antiguos cloquers de nuestro románico.

## Historia

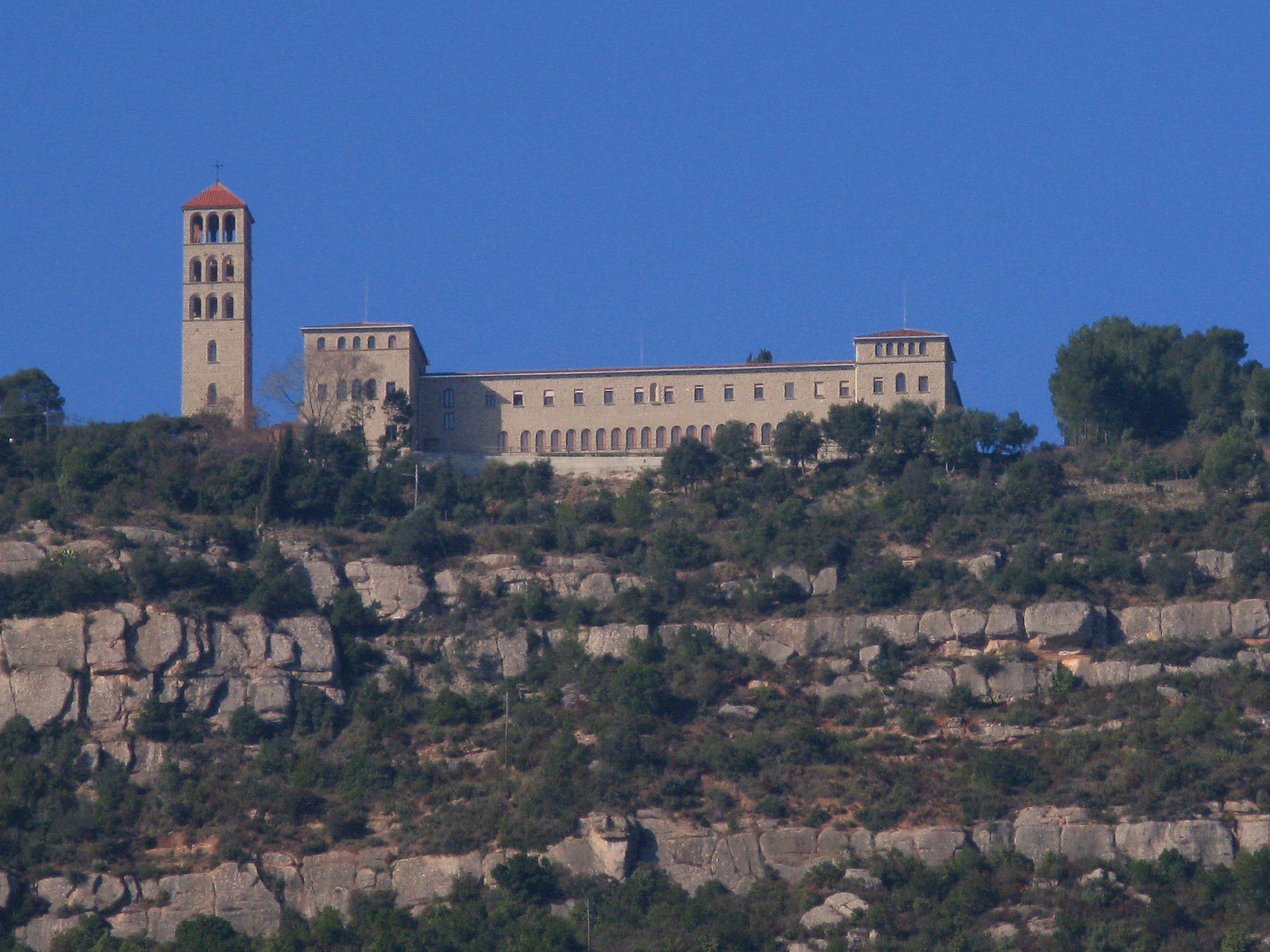
Iglesia de Santo Benet de Montserrat

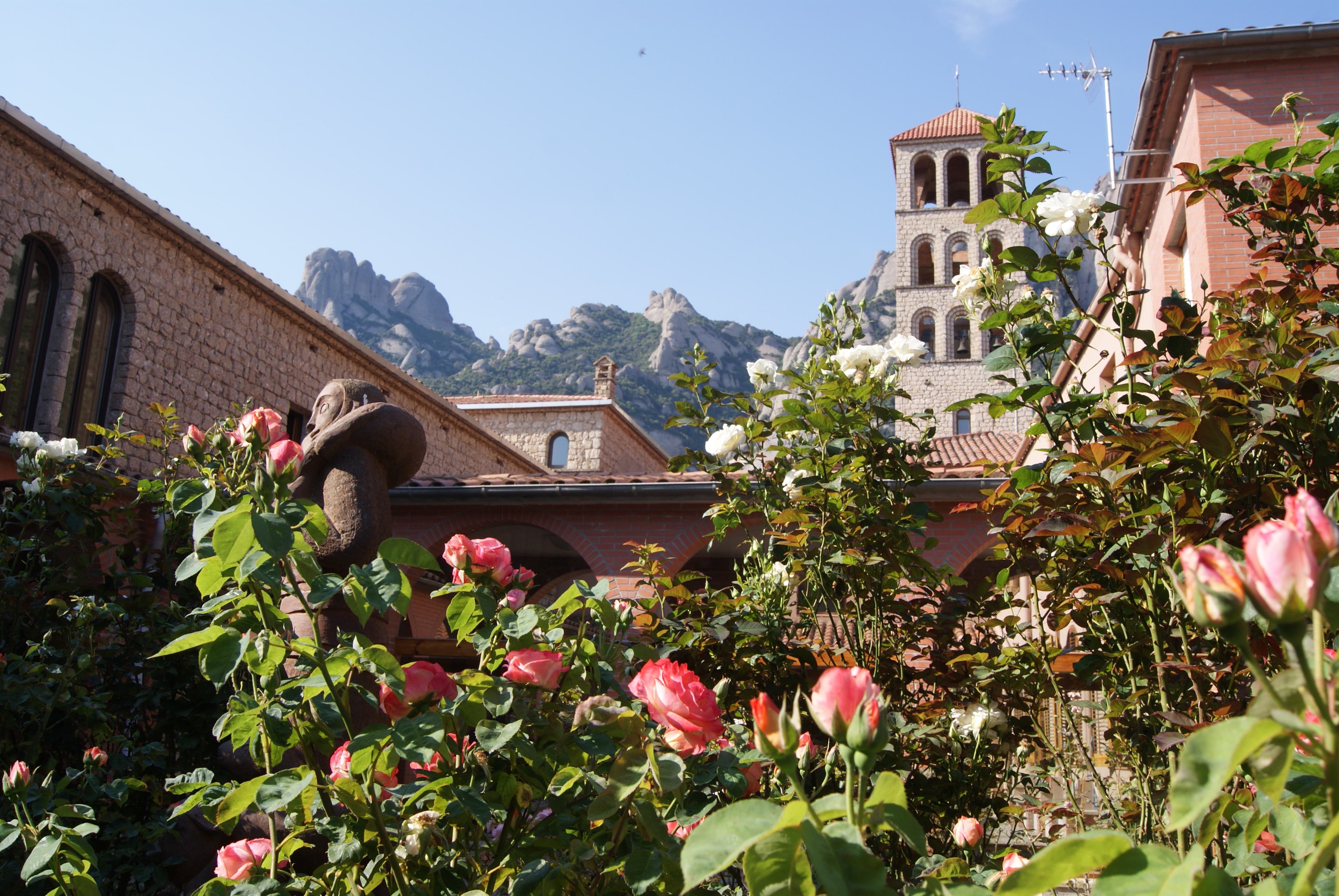

El convento de Santa Clara de Barcelona disfrutó de una amplia historia, puesto que tradicionalmente se la considera la comunidad de clarisas más antigua de la península ibérica. Este convento fue su sede durante casi cinco siglos hasta que fue arrasado y prohibida su reconstrucción por Felip V de España que había previsto la construcción de la Ciudadela de Barcelona en aquel emplazamiento. La destrucción del convento no acabó con la comunidad de clarisas que vista la imposibilidad de restablecer el convento después de la Guerra de sucesión española se establecieron después de muchos debates sobre el lugar donde tenían que trasladarse, al Palacio Real Mayor incluyendo el Salón del Tinell y el edificio del Archivo Real de Barcelona, pero no la Capilla de Santa Ágata bajo la gestión de los mercedarios. La donación efectuada de iure el 9 de abril de 1718, no se hizo efectiva hasta el 2 de marzo de 1720 puesto que los aposentos estaban ocupados por los soldados felipistas. Construyeron una iglesia dentro del Palacio. El 1835 durante el episodio de los Motines anticlericales de 1835, las monjas huyeron y al devolver el 1855 habían perdido la posesión del Palacio del Virrey que tenía que ser ocupado por el Archivo de la Corona de Aragón que no recuperaron. El 1866 el convento fue confiscado por Hacienda que fue restituido a su dominio el 1869, con la excepción del Palacio del Virrey. El 1936 los disturbios anticlericales las volvieron a hacer huir y el edificio fue confiscado por la Generalitat Republicana. Acabada la guerra y al demostrar el 1939 que  eran sus propietarias la iglesia, dentro del Tinell, había sido desmantelada y fueron compensadas económicamente y con esta suma arreglaron el convento de Santa Cecília de Montserrat donde vivieron hasta el 1952 cuando se unieron a las clarisas de Mataró.
En cuanto a la comunidad mataronina el 28 de agosto de 1881, M. Carme Llinàs, del monasterio de Sant Daniel de Girona y Maria Fuente y Rosa #Casas, del monasterio de Monasterio de San Pedro de las Puellas de Barcelona, fundaron el monasterio de Santo Benet a Mataró, filial del de Sant Pere. Durante la guerra civil de 1936 a 1939 se quemó buena parte del edificio de Mataró, y ante la dificultad para reconstruirlo, se establecieron en Santa Cecília de Montserrat, propiedad de los monjes de Montserrat, acogidas por el abad Marcet.
Desde 1939 a 1952, la comunidad de Sant Antoni y Santa Clara vivió provisionalmente en varios lugares, hasta la unión con las monjas procedentes de Mataró que estaban a Santa Cecília. El 13 de mayo de 1952 las dos comunidades optaron por la fusión y la creación del nuevo monasterio de Santo Benet de Montserrat. Vivieron en Santa Cecília hasta el 1954, mientras se adaptaba y ampliaba el edificio del antiguo Hotel Marcet, que pasaría a ser el nuevo monasterio, cerca de la Colonia Monte.

## Abaciados
- Cecília Boqué y Dalmau: 1954-1995
- #Montserrat #Viñas y Santos: 1995-2015
- Maria del Mar Albajar y #Viñas: 2015-